# Леменьга (приток Пуи)
Леменьга — река в Вельском районе Архангельской области России, левый приток Пуи.
Длина — 23 км.
Леменьга берёт начало из болота на севере Вельского района. На всем протяжении течёт на юг, принимая в себя множество лесных ручьёв. Впадает в реку Пую в 94 км от её устья по левому берегу.

## Населённые пункты
Населённых пунктов на реке нет, только у впадения в Пую расположены деревни муниципального образования «Липовское»: Леменьга и Залеменьга, получившие название от реки.

## Данные водного реестра
По данным государственного водного реестра России и геоинформационной системы водохозяйственного районирования территории РФ, подготовленной Федеральным агентством водных ресурсов:
- Бассейновый округ — Двинско-Печорский
- Речной бассейн — Северная Двина
- Речной подбассейн — Северная Двина ниже места слияния Вычегды и Малой Северной Двины
- Водохозяйственный участок — Вага